# Ситри
Ситри (фр. Citry) је насељено место у Француској у региону Париски регион, у департману Сена и Марна.
По подацима из 2011. године у општини је живело 808 становника, а густина насељености је износила 160,32 становника/km².

## Демографија
| 1962. | 1968. | 1975. | 1982. | 1990. | 2011. |
| ----- | ----- | ----- | ----- | ----- | ----- |
| 452   | 428   | 422   | 459   | 640   | 808   |